# Обманная свадьба
«Обманная свадьба» (исп. El casamiento engañoso) — новелла испанского писателя Мигеля де Сервантеса, опубликованная в 1613 году в составе сборника «Назидательные новеллы». Тесно связана с «Новеллой о беседе собак» из того же сборника, и мнения учёных о природе этой связи расходятся: многие говорят о единой или сдвоенной новелле.
Источником сюжета могли стать новеллы Чинцио Джиральди из сборника «Сто сказаний». В основе лежит классический мотив о том, как «вор обманул вора»: поручик Кампусано выдаёт себя за богача, чтобы жениться на девушке с приданым, донья Эстефания, чтобы выйти замуж, выдаёт чужой дом за свой.